# طریق شاهان
طریق شاهان (انگلیسی: The Way of Kings) کتابی در شیوهٔ خیال‌پردازی حماسی از مجموعه استورم‌لایت اثر براندون ساندرسون است که در ۳۱ اوت ۲۰۱۰ توسط تور بوکز منتشر شد. طریق شاهان شامل یک پیش‌درآمد، ۷۵ بخش، یک پس‌درآمد، و ۹ میان‌پرده است.

## پیرنگ
طریق شاهان، حکایتی حماسی از شهامت، شرافت و استقامت است. قرن‌ها پس از سقوط ده رسته از سلحشوران موسوم به «شوالیه های پرتوافکن» شمشیرها و زره های سنگی‌شان (موسوم جنگ افزارهای شارْد) همچنان بین انسان‌ها دست به دست شده و صاحبانشان را به سلحشورانی شکست ناپذیر و فراانسانی بدل می‌کند. تمامی جنگ‌ها با محوریت شمشیرزنان سنگی و زره پوشان سنگی درگرفته و به دست آنان به پیروزی می‌انجامند. در یکی از جنگ‌ها که در دشتی موسوم به دشت هزار تکه در جریان است، برده ای به نام کالادین در تلاش برای نجات جان هم‌بندی‌های خویش، به تفکرات رهبران ده سپاه (که در جنگ برده ها را موجوداتی مصرفی می‌پندارند) پی می‌برد. لُرد دالینار رهبری یکی از ده سپاه را برعهده دارد. او شیفته ی یکی از متون باستانی با نام «طریقِ شاهان» و اسیر پنجه ی اوهامی ست از دوران باستان، که ذهنش را تحت سلطه ی خود در آورده اند. وضعیت او به حدی رو به وخامت می‌گذارد که حتی به سلامت عقل خود مشکوک می‌شود. در همین گیرودار، در آن سوی اقیانوس، دختری جوان با نام شالان، تحت نظارت محقق برجسته و بدنام، برادرزاده ی دالینار، جاسنا، به تعلیم دیدن مشغول است. اگرچه شالان از صمیم قلب شیفته ی یادگیری ست، نقشه ای شوم در سر دارد. تحقیقات وی و جاسنا به کشف رموزی درباره ی شوالیه های باستانی پرتوافکن و همچنین دلیل اصلی جنگ طولانی در دشت هزار تکه می‌انجامد.— از برگردان فارسی کتاب ترجمه رضا اسکندری